# Ciência aberta
A expressão ciência aberta (open science) faz referência a um movimento que advoga um modelo de prática científica que, em consonância com o desenvolvimento da cultura digital, busca promover maior transparência e maior participação da sociedade em todas as etapas da pesquisa científica e visa a disponibilização das informações em rede. Tem como característica a participação de uma ampla base de colaboradores potenciais e insumos, como dados ou algoritmos de resolução de problemas. Atualmente, a expressão também se refere a geração de materiais de pesquisa que são compartilhados abertamente, sem a necessidade de patentes. 

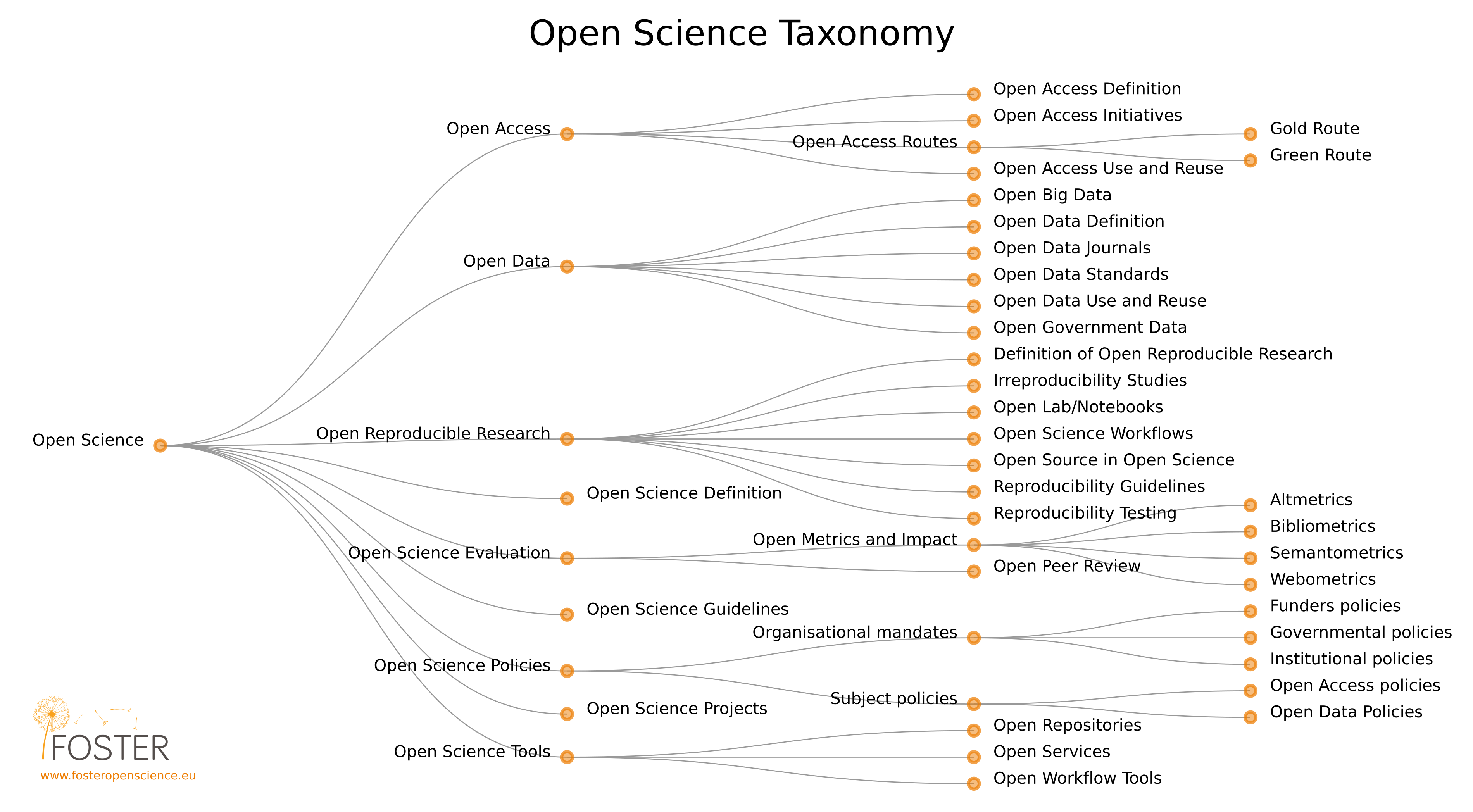
Open science taxonomy - Foster (2015)

Embora o termo seja amplamente utilizado ainda não está claro para muitas partes interessadas em pesquisa - financiadores, formuladores de políticas, pesquisadores, administradores, bibliotecários e gerentes de repositórios - como a ciência aberta pode ser alcançada. No esforço de sua melhor compreensão algumas pesquisas procuraram contribuir com sua representação por meio de taxonomias que contemplassem suas dimensões e atividades na indicação de facetas e rótulos. 

Uma das primeiras representações nesse sentido foi elaborada pelo grupo Facilitate Open Science Training for European Research (FOSTER), por meio de um projeto financiado pela Comissão Europeia, que desenvolve ferramentas para apoiar o treinamento de uma ampla gama de interessados em ciência aberta e áreas relacionadas. Em 2014 o projeto FOSTER cofinanciou 28 atividades de formação em ciência aberta, que incluem mais de 110 eventos, enquanto em 2015 o projeto apoiou 24 eventos de formação comunitária em 18 países e como um dos resultados o grupo descreveu uma abordagem de estruturação do domínio da ciência aberta para fins educacionais que contava com 9 facetas e 32 rótulos.

Taxonomia da Ciência Aberta (Silveira et al, 2021).

Outro exemplo é a estrutura proposta pelo australiano Baumgartner (2019), em seu blog Open Science Education,composta em nove facetas, com uma estrutura didáticapara ensinar Ciência Aberta, abrangendo desde a motivação para a ciência aberta até os desafios e barreiras para a sua implementação.
A taxonomia de FOSTER inspirou outras versões como a proposta desenvolvida na perspectiva de especialistas brasileiros que buscaram contextualizar a ciência aberta e no esforço de representação envolveram a tradução e ampliação da taxonomia contando pesquisadores especialistas na temática. O resultado desta pesquisa apresenta a proposta de incorporação de novos termos à apresentada pelo grupo FOSTER, compondo uma taxonomia com 11 facetas e 82 rótulos.

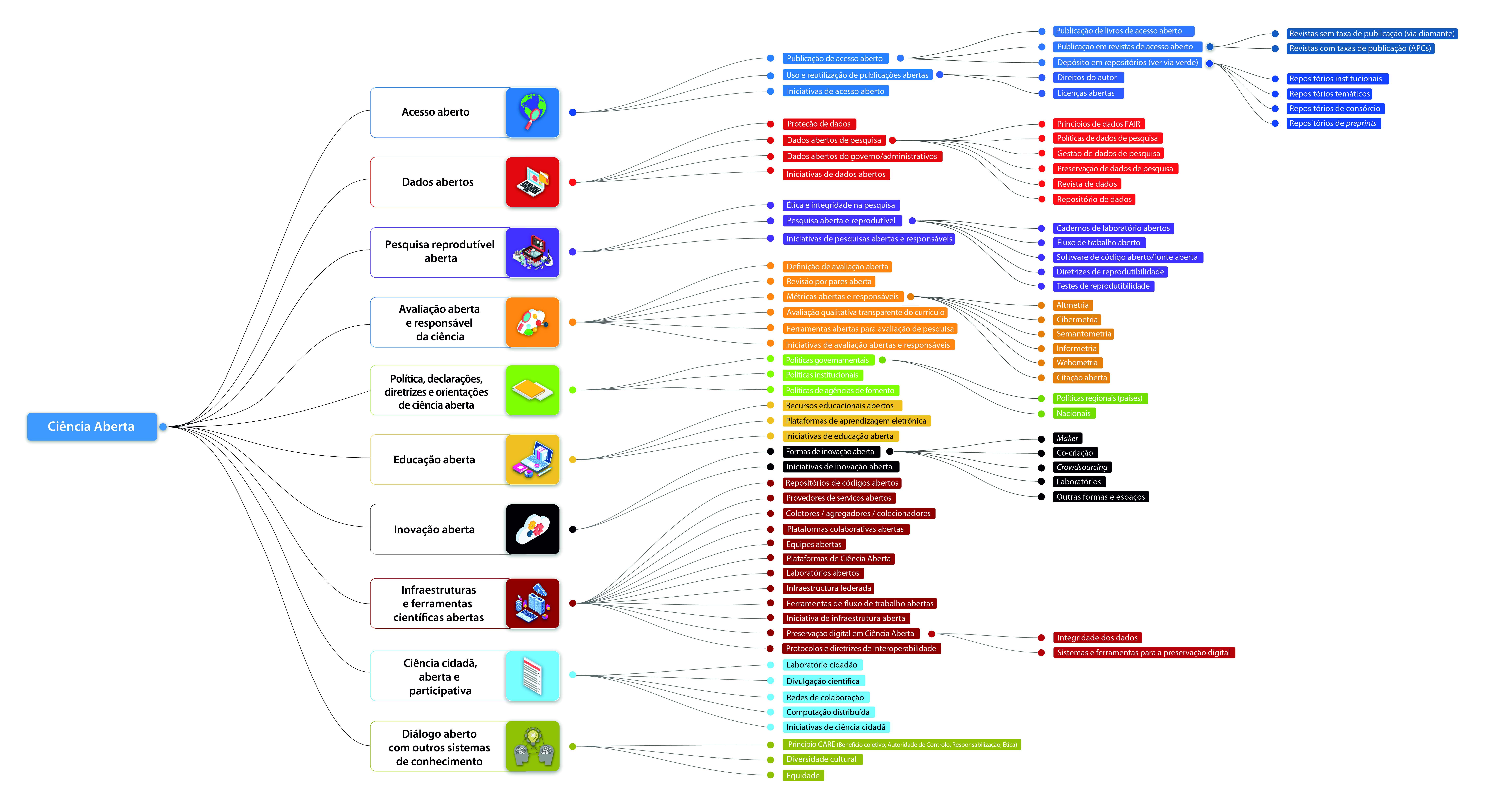
Taxonomia da ciência aberta: revista e ampliada (Silveira et al, 2023)

Mais recentemente o mesmo grupo propôs revisar as terminologias e aplicações da taxonomia de ciência aberta para a construção de uma versão mais abrangente, que representasse o conhecimento em volta do tema, em conformidade com o cenário atual da comunicação científica e com as recomendações da Organização das Nações Unidas para a Educação, a Ciência e a Cultura (Unesco). A taxonomia oriunda desse processo de revisão tem 10 facetas de nível principal e o total de 96 rótulos. A percepção dos especialistas trouxe à tona um panorama congruente com as recomendações da Unesco e do atual cenário da ciência aberta.
Outras iniciativas vem se juntando ao movimento da ciência aberta no país. Por exemplo, foi iniciado no Brasil o convênio de ciência aberta Consórcio do Genoma Estrutural, o qual tem o objetivo de gerar pequenas moléculas inibidores de proteínas quinasses, estas moléculas estarão disponíveis para qualquer grupo de pesquisa do Brasil e do mundo.  Nesse contexto, novas iniciativas de publicação e revisão por pares, como o Peerage of Science, o arXiv e a PLoS confirmam essa tendência que agora desponta também nas redes sociais.
A revisão por pares aberta é um dos pilares da Ciência Aberta, juntamente com o acesso aberto e os dados abertos. Há vários desafios, a revisão por pares aberta tem o menor índice de aceitação entre os pesquisadores, pois a qualificação e a formação de quem se propõe avaliar voluntariamente um artigo são fatores que dividem opiniões para a sua adoção. Uma vez que a identidade do autor e do revisor também podem ser abertas, esse modelo de avaliação pode interferir na relação entre pesquisadores e nos seus projetos acadêmicos pessoais.    A revisão por pares no contexto da ciência aberta apresenta, para além dos desafios, apresenta grandes possibilidades de aprimorar a produção científica no sentido de torná-la mais transparente, ética e participativa devendo ser considera pela comunidade acadêmica